# Sobota (rappeur)
Pour les articles homonymes, voir Sobota.
Sobota, de son vrai nom Michał Sobolewski (né le 5 février 1977 à Szczecin) est un rappeur polonais.

## Biographie
En 2011, le deuxième album studio du rappeur, entièrement produit par Matheo, intitulé Gorączka sobotniej nocy sort. Promu par les clips des morceaux Jesteś już mój, jesteś już moja, Zabroń mi et Mój czas, l'album se classe à la 8e place des albums les plus populaires du pays (OLiS). Un an plus tard, le morceau Tańcz głupia du répertoire de Sobota connait une « seconde jeunesse » grâce au mashup réalisé par le rappeur et producteur musical 2sty avec le titre Ona tańczy dla mnie du groupe de disco pop Weekend, qui bat tous les records de popularité. Ce morceau, très populaire dans le pays, est visionné plus de 10 millions de fois sur YouTube jusqu'en octobre 2013. Dans le classement des musiciens polonais les plus populaires sur Facebook publié en 2013 par l'agence de presse Blitznews.pl, Sobota occupe la 6e place avec 571 000 fans,. En avril 2020, il annonce la fin de sa carrière musicale,,, avant de revenir sur sa décision,.
En 2020, il épouse Nielle Diarra. Il a un fils issu d'une précédente relation.

## Discographie

### Albums studio
- 2009 : Sobotaż (StoProcent Records) (POL : 15 000+[10])
- 2011 : Gorączka sobotniej nocy (StoProcent Records) (POL : 15 000+[10])
- 2013 : Dziesięć przykazań (StoProcent Records) (POL : 15 000+[10])
- 2015 : Sobota (StoProcent Records) (POL : 30 000+[10])
- 2021 : Homo Sum (Flow Production)

### Compilation
- 2017 : Trzech Króli

### Mixtapes
- 2009 : Urodzony by przegrać, żyje by wygrać
- 2015 	: Czekając na Sobotę (oraz Matheo)